# شابي كازييف
شابي كازييف (بالإنجليزية: Shapi Kaziev)‏‏ (27 مارس 1956 في محج قلعة - 20 مارس 2020 ) كاتب، وكاتب مسرحي، وكاتب سيناريو، وشاعر من الاتحاد السوفيتي.

## الجوائز
- وسام الاحتفال بالذكرى السنوية الخمسين بعد المائة لموسكو  [لغات أخرى]‏